# Franz Seulen
Franz Seulen était un architecte belge né en 1845, représentatif de l'architecture éclectique en Belgique.

## Biographie
Franz Seulen a travaillé pour les Chemins de fer de l'État belge pendant les décennies précédant et après 1900.

## Réalisations
Il a conçu plusieurs gares :
- la gare de Jette (1886-1892)[3],
- la gare de Schaerbeek (1887)[3],
- la gare de Tervuren (1897)[1] (démolie en 1964)[4].
- la gare d'Anvers Sud (1901) (gare de marchandises)[1].

La gare d'Ostende (1907-1913), quant à elle, a été conçue par son frère Louis Seulen (également architecte ferroviaire) (en collaboration avec l'architecte Otten), qui a aussi dessiné la ligne Matadi-Leopoldville au Congo Belge.

## Illustrations

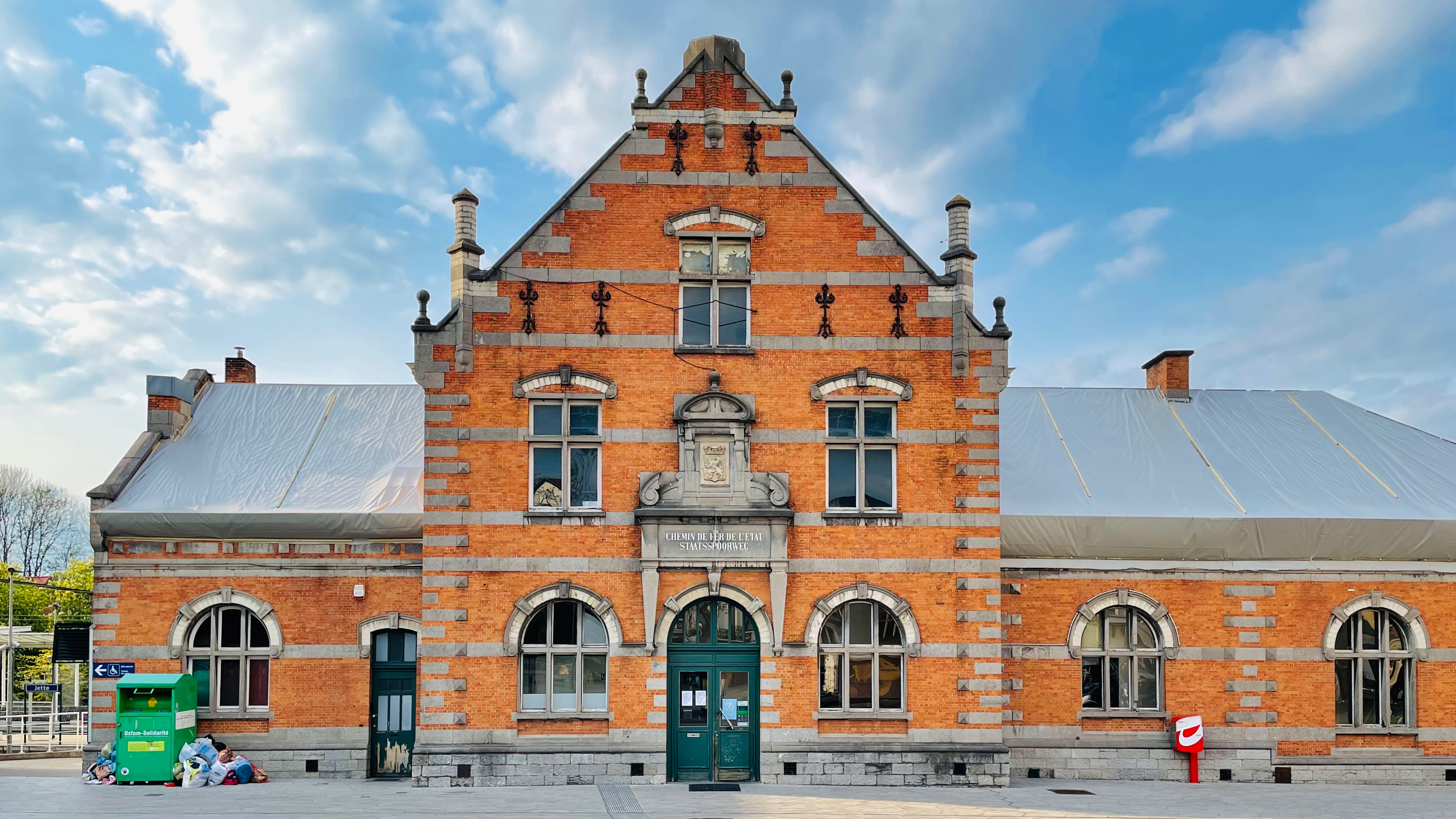
Gare de Jette (construction: 1886-1892).
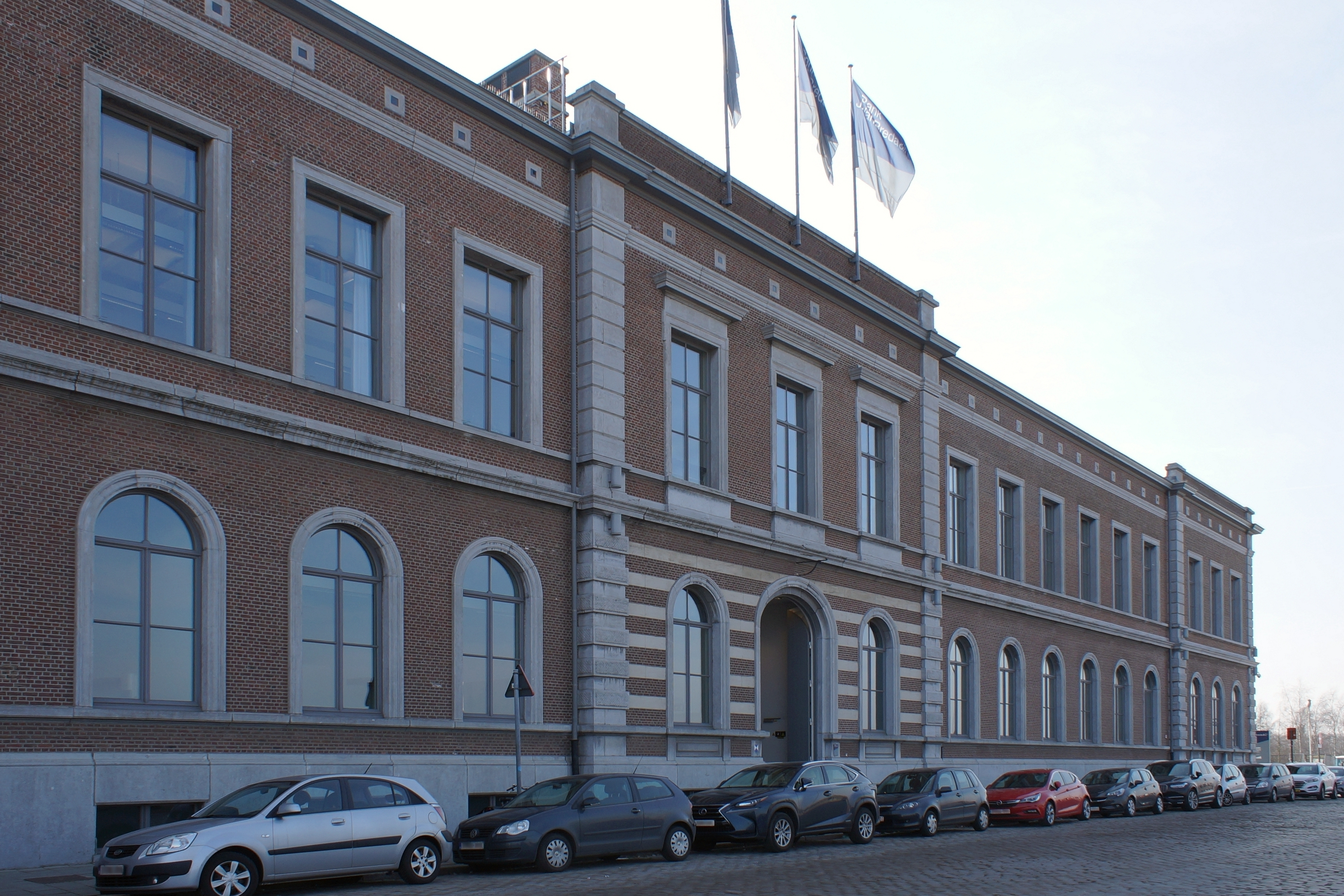
Ancienne gare de marchandises Anvers-Sud (7 Ledeganckkaai, Anvers). Construction: 1901. Actuellement: siège de la Banque J. Van Breda & C°.
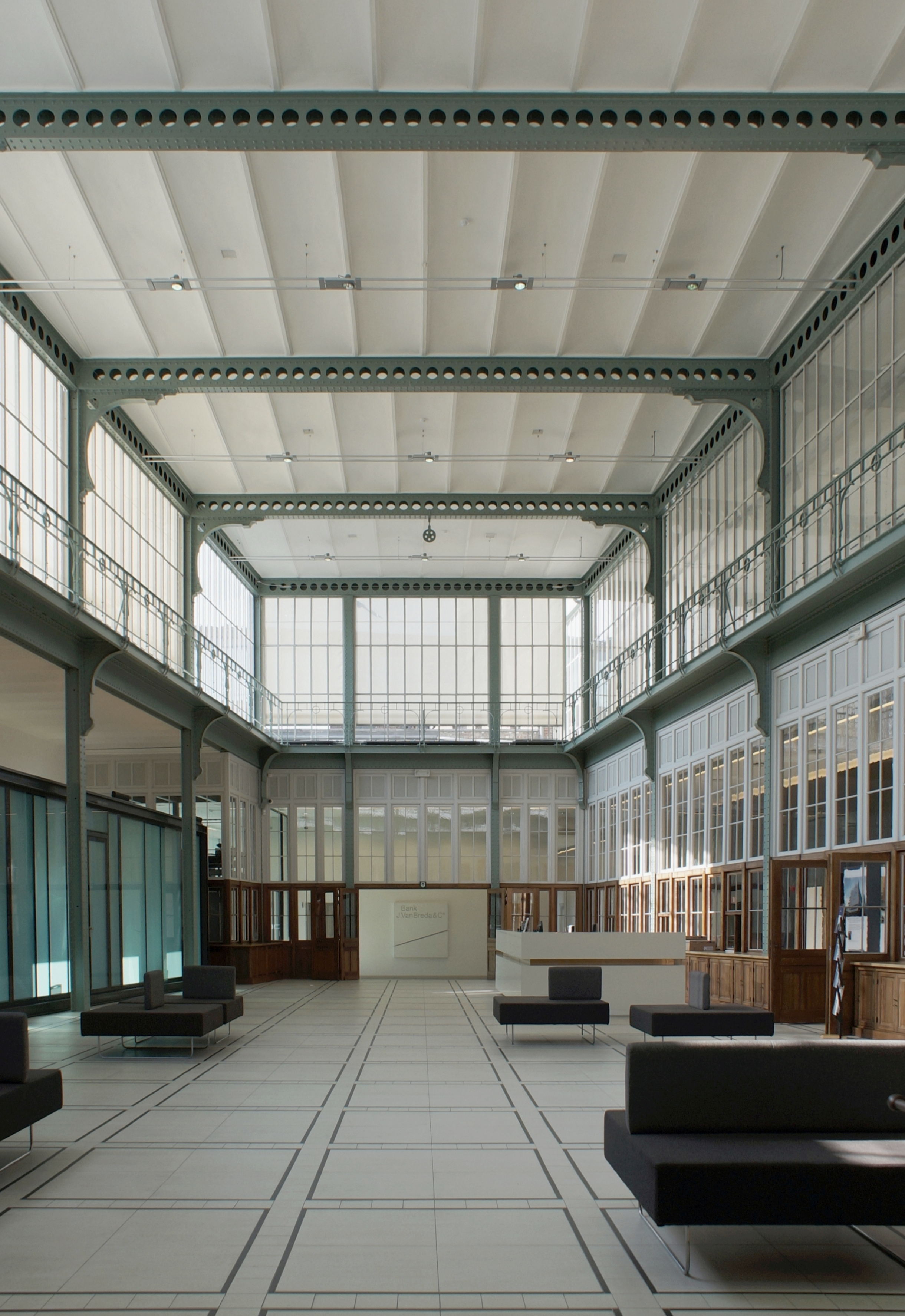
Intérieur de la salle des guichets de l'ancienne gare de marchandises d' Anvers-Sud, actuellement Banque J. Van Breda & C°.
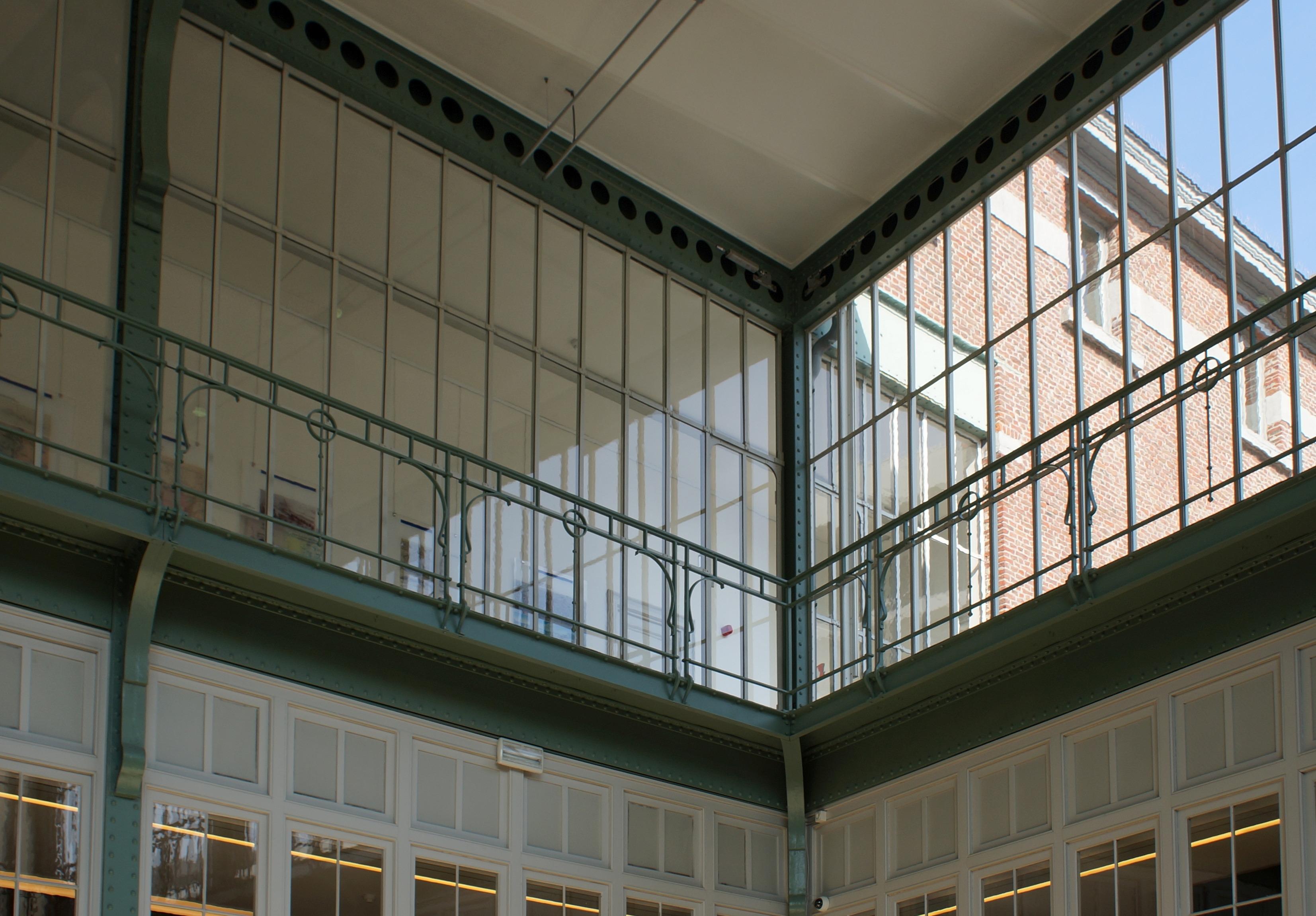
Intérieur de la salle des guichets de l'ancienne gare de marchandises d' Anvers-Sud, actuellement Banque J. Van Breda & C°. Balustrade: bureaux.

## Sources et références
1. 1 2 3 4 5  Source: (nl) Inventaris van het Onroeren Erfgoed: Franz Seulen
2. ↑  Photo de Franz Seulen: voir la brochure Antwerpen Nieuw-Zuid. Van goederenstation tot Bank J. Van Breda & C°, page 3 (format: pdf).
3. 1 2  Source: Registre du patrimoine immobilier protégé dans la Région de Bruxelles-Capitale
4. ↑  Source: (nl) Belgische spoorlijnen: L. 160 : Brussel-Leopoldswijk - Tervuren
5. ↑  Source: (nl) Stad Oostende: Cultuur. Seulen L.P.J.